# Perfect Machine
Perfect Machine je studijski album ameriškega jazzovskega klaviaturista Herbieja Hancocka, ki je izšel 15. maja 1988 pri založbi Columbia Records. Gre za zadnji Hancockov album, ki je izšel pri založbi Columbia Records.

## Pregled
Album je bolj minimalističen kot predhodnika Future Shock in Sound-System, je pa obdržal zvok in produkcijsko vrednost, na kar je vplival Kraftwerk. Redki, a utripajoči pulzi, povzročeni z računalnikom Fairlight z velikimi zvočnimi vzorci, so preplasteni z razloženimi sintetiziranimi akordi, industrialnimi zvoki in scratchi gramofona.

## Ozadje
Album je koproduciral Bill Laswell, pri snemanju pa so sodelovali še Bootsy Collins, Leroy "Sugarfoot" Bonner iz skupine Ohio Players in Grand Mixer DXT. Označuje konec Hancockovega Rockit obdobja 80. let.

## Sprejem
Kritik Richard S. Ginell je album označil kot »večinoma sunkovit techno-pop z okusom funka.«

## Seznam skladb
Avtorji vseh skladb so Herbie Hancock, Bill Laswell in Leroy "Sugarfoot" Bonner, razen, kjer je posebej označeno.
| Št. | Naslov                            | Pisec                                        | Dolžina |
| --- | --------------------------------- | -------------------------------------------- | ------- |
| 1.  | „Perfect Machine‟                 | Hancock, Laswell, Skopelitis                 | 6:35    |
| 2.  | „Obsession‟                       |                                              | 5:20    |
| 3.  | „Vibe Alive‟                      | Hancock, Laswell, Collins, Bonner, Mico Wave | 5:26    |
| 4.  | „Beat Wise‟                       |                                              | 5:52    |
| 5.  | „Maiden Voyage/P. Bop‟            |                                              | 6:34    |
| 6.  | „Chemical Residue‟                | Hancock                                      | 6:01    |
| 7.  | „Vibe Alive‟ (extended dance mix) | Hancock, Laswell, Collins, Bonner, Mico Wave | 8:13    |
| 8.  | „Beat Wise‟ (12-inch edit)        |                                              | 6:28    |

## Osebje

### Glasbeniki
- Herbie Hancock – klavir, Fairlight CMI Series I & II, Rhodes Chroma, Macintosh Plus, Yamaha DX1, Yamaha DX7 in DX7IIFD, Kurzweil K250, Yamaha TX816, Oberheim Matrix–12, Akai S900, vocoder
- Jeff Bova – programiranje
- Bootsy Collins – bas kitara, vocoder
- Mico Wave – Minimoog bas, talk box, vocoder
- Nicky Skopelitis – Fairlight bobni
- Grand Mixer DXT – gramofoni, zvočni efekti
- Leroy "Sugarfoot" Bonner –vokali

### Produkcija
- Producenta: Herbie Hancock, Bill Laswell
- Inženirji: Martin Bisi, Mike Krowiak, Dave Jerden, Billy Yodelman, Bryan Bell
- Miks: Dave Jerden
- Mastering: Howie Weinberg